# Jaime Castañeda
Jaime Alberto Castañeda Ortega (29 oktober 1986) is een Colombiaans wielrenner.

## Belangrijkste overwinningen
2006
 Colombiaans kampioen op de weg, Beloften
2009
1e etappe Clásico RCN (ploegentijdrit)
2e etappe Clásico RCN
2010
2e etappe Ronde van Cuba
Eindklassement Ronde van Gravatai
2e etappe Ronde van Colombia
2011
7e etappe Vuelta a la Independencia Nacional
8e etappe Vuelta a la Independencia Nacional
2013
2e etappe Clásico RCN
2014
1e etappe Clásico RCN
2017
9e etappe Clásico RCN
Ballan ·
Bennati · 
Bono ·     
Bruseghin ·
Carrara ·
Castañeda ·
Commesso ·
Corioni ·
Cunego ·
Figueras · 
Fornaciari · 
Franzoi · 
Loosli ·
Marzano ·
Marzoli · 
Napolitano ·
Petrov · 
Possoni · 
Righi ·
Sabaliauskas (tot 30/06) ·
Santambrogio ·
Štangelj ·
Szmyd · 
Tiralongo ·
Valjavec · 
Vila ·
Gavazzi (stagiair) ·
Wu (stagiair) ·
Xu (stagiair)
Baldato ·
Ballan ·
Bennati · 
Bono ·   
Bossoni ·  
Bruseghin ·
Caruso ·
Castañeda ·
Corioni ·
Cunego ·
Figueras · 
Fornaciari · 
Franzoi · 
Gavazzi ·
Longo ·
Loosli ·
Marzano ·
Mori ·
Napolitano ·
Possoni · 
Righi ·
Santambrogio ·
Štangelj ·
Szmyd · 
Tiralongo ·
Valjavec · 
Vila ·
Bandiera (stagiair) ·
Girardini (stagiair) ·
Pinizzotto (stagiair)